# Liwale B
Liwale 'B' è una circoscrizione rurale (rural ward) della Tanzania situata nel distretto di Liwale, regione di Lindi. Conta una popolazione di 8 151 abitanti (censimento 2012).